# Beka Gotsiridze
Beka Gotsiridze (Georgisch: ბეკა გოცირიძე) (Tbilisi, 21 februari 1988) is een voormalig profvoetballer uit Georgië.

## Profcarrière
Gotsiridze had een veelbelovende start van zijn profcarrière. Hij debuteerde in 2006 in het nationale team, nadat hij al een paar jaar voor het nationale jongerenteam uitkwam. In januari 2009 tekende Gotsiridze een contract bij FK Dnipro in Oekraïne. Kort daarna kwam zijn carrière in het slop door een auto-ongeluk in de zomer van 2009 bij Tbilisi, waarbij hij gewond raakte. Zijn milt moest verwijderd worden en hij hield blijvend rugletsel.
Hij speelde daarna eerst nog een seizoen op huurbasis voor de Oekraïense club Kryvbas Kryvy Rih, maar keerde in 2013 terug in Georgië nadat zijn contract met Dnipro eindigde. In Georgië werd hij in korte tijd gecontracteerd door onder meer Dila Gori en Merani Martvili. Hij eindigde zijn voetbalcarrière bij Garedzji Sagaredzjo.
In 2025 kwam Gotsiridze in Georgië in het nieuws nadat hij beschuldigd werd van het aanvallen van anti-regeringsdemonstranten in Tbilisi en onderdeel is van knokploegen en provocateurs in opdracht van de regering.

## Interlandcarrière
Gotsiridze maakte zijn debuut voor het Georgisch voetbalelftal in 2006. Zijn eerste en tot dusver enige doelpunt maakte hij op 20 augustus 2008 in het oefenduel tegen Wales (1-2).
| Interlanddoelpunten | Interlanddoelpunten | Interlanddoelpunten | Interlanddoelpunten | Interlanddoelpunten | Interlanddoelpunten | Interlanddoelpunten |
| #                   | Datum               | Locatie             | Tegenstander        | Goal(s)             | Uitslag             | Wedstrijd           |
| ------------------- | ------------------- | ------------------- | ------------------- | ------------------- | ------------------- | ------------------- |
| 1                   | 20/08/2008          | Cardiff, Wales      | Wales               | 90'                 | 1–2                 | Oefeninterland      |

## Erelijst
FC Zestaponi
- Georgisch bekerwinnaar

2008